# Lid
Lid označuje celek většího počtu individuálně nerozlišených lidí. Například:
- velké společenství lidí, které spojuje společný jazyk, kultura nebo historie
- obyvatelstvo jednoho státu
- střední a nižší společenská vrstva (prostý lid)
- shromáždění osob přítomných liturgii

## Politika
Pojem lid (řecky δήμος démos, latinsky populus) je důležitý v politice. Řecké slovo demokracie znamená doslova vláda lidu, demokraticky zvolení zástupci tak od lidu odvozují svůj mandát, rozhodování lidu (voličů) bez prostředníků se nazývá přímá demokracie. Lidu, jeho vůlí nebo obhajobou jeho zájmů, se však dovolávali různé formy vlády. Komunistické strany hlásící se k marxismu-leninismu svou vládu v některých případech nazývaly lidovou demokracií. Německý nacionální socialismus se deklaroval jako lidový (völkisch) a NSDAP měla „lid“ ve svém sloganu. Některé politické strany se k demokracii také hlásí ve svém názvu, např. Občanská demokratická strana nebo Česká strana sociálně demokratická.
To, že vůle lidu nemusí vždy reprezentovat nejlepší možnost, tvrdil rádce Karla Velikého Alcuin do rady, že vůle lidu není vůle Boží (vox populi, vox Dei). Lid shromážděný v davu se pak může řídit davovým chováním a být ovládnut vůdcem. Snahy účelově si získat přízeň lidu se nazývá demagogie (řečnickým projevem) nebo populismus (obecněji i činností).